# Studio en folies
Pour plus de détails, voir Fiche technique et Distribution.
Studio en folies est un court métrage français réalisé par Walter Kapps en 1946.

## Synopsis
Présentation et tour de chant de diverses vedettes du music-hall.

## Fiche technique
- Réalisation : Walter Kapps
- Scénario : Guy Favereau
- Photographie : Willy (Willy Faktorovitch)
- Effets spéciaux, trucages : Robert Mezè
- Éditeur de la musique : Fortin
- Chansons :
  - « Timichine-La-Pou-Pou », d'Étienne Lorin et Bourvil, interprétée par Bourvil
  - « Oupetta la Bella », de Cauude François, Étienne Lorin et Bourvil, interprétée par Bourvil
- Production : Optimax Films
- Distribution : Triomph-Films, puis Francinex
- Distribution DVD : Studio Canal (Collection Bourvil)
- Directeur de production : Marcel Bryau
- Format : Noir et blanc - 1,37:1 - 35 mm - Son mono
- Durée : 25 min. (environ 700 mètres)
- Date de sortie : 
  - France - 31 mars 1947
- Visa de censure N° 4255 du 29-5-1946
- Affiche : Roger Cartier (France)

## Distribution
- André Bourvil : Dans son propre rôle
- Josette Daydé : Elle-même
- Fred Adison et son orchestre : eux-mêmes
- P. Bouvard : le musicien introduisant la chanson
- Al Mone : le trompettiste